# ムラサキヤハズカズラ

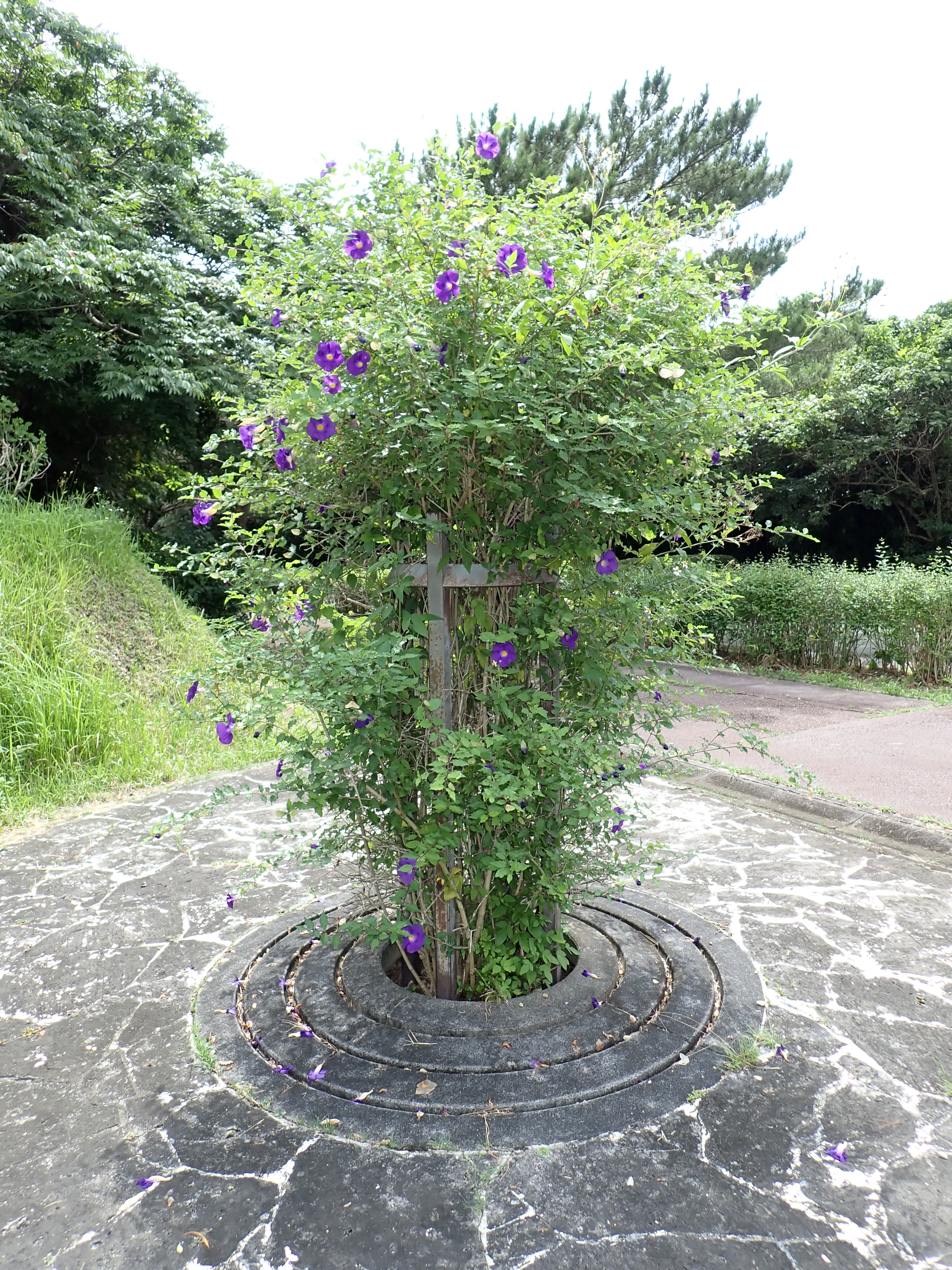
ムラサキヤハズカズラ（沖縄県石垣市　バンナ公園）

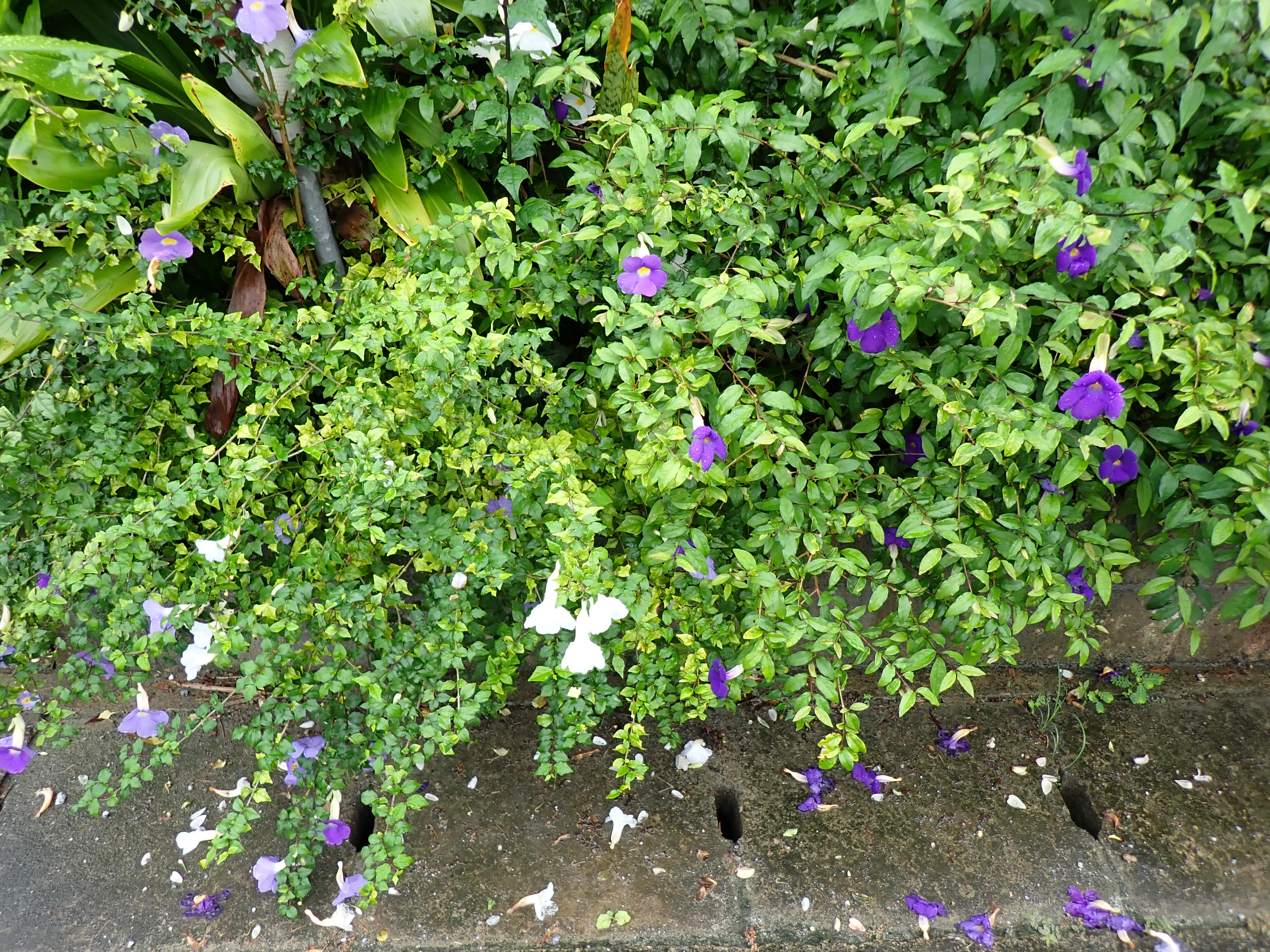
濃紫色のムラサキヤハズカズラ（右）左及び中央下は淡紫色及び白色品種のコダチヤハズカズラ

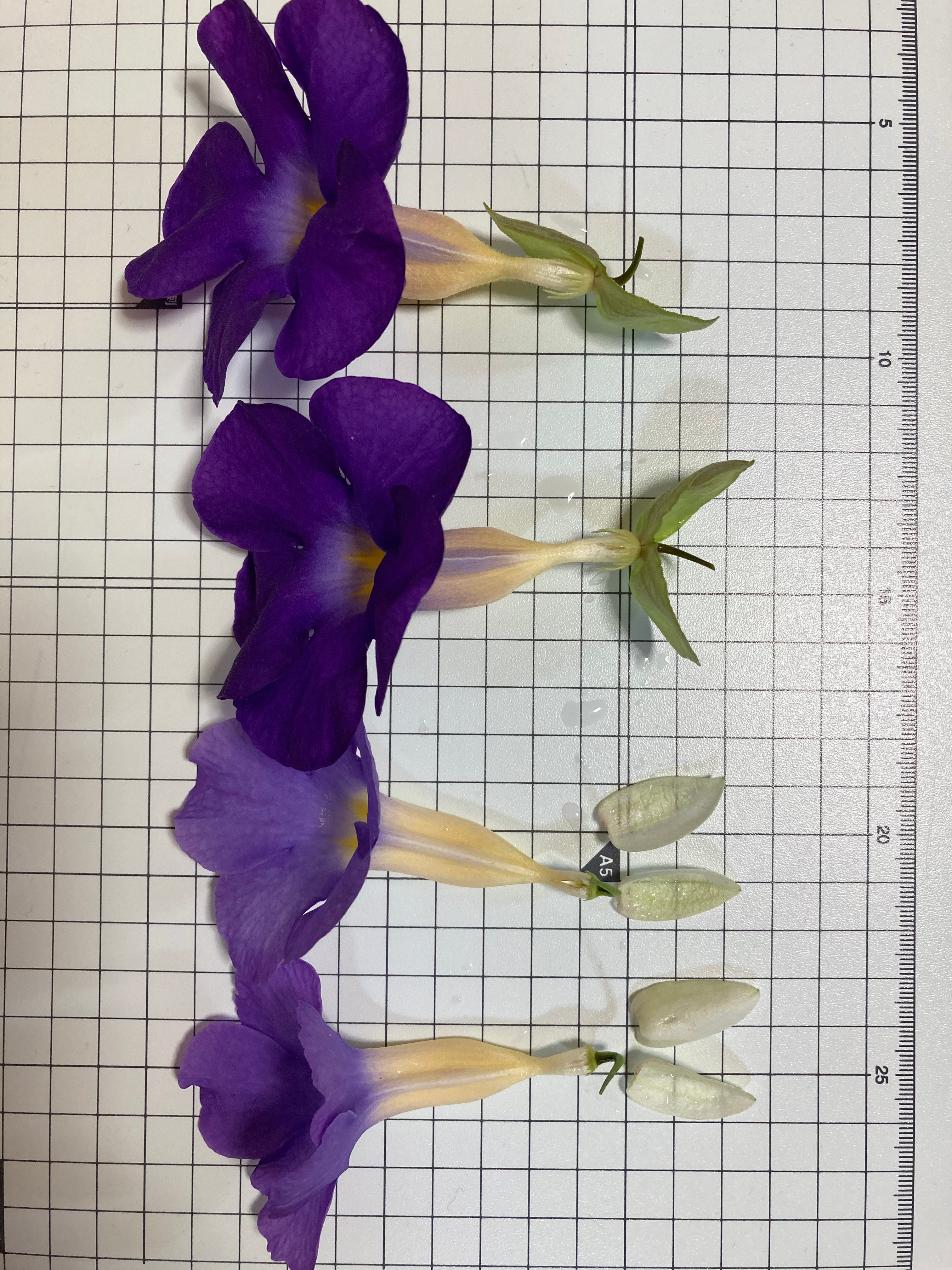
ムラサキヤハズカズラ（上）とコダチヤハズカズラ（下）の萼と花弁色の比較

ムラサキヤハズカズラ（学名：Thunbergia affinis）はキツネノマゴ科ヤハズカズラ属の常緑低木。

## ムラサキヤハズカズラとコダチヤハズカズラ
沖縄県内では萼長や葉形等が異なる２つの型がみられ、同様の形態を示す種をコダチヤハズカズラとしている例があるが、本項ではT. affinisの原記載論文中の記述”calycis lobis elongatis””margine undulata vel fere omnino integra”（萼は長く伸びる、葉縁は波打ち全縁）及び林・名嘉(2022)の記述に従い、長い萼と全縁の葉をもつ種をムラサキヤハズカズラに充てる。両種はヤハズカズラ属内でも遺伝子レベルで近縁とされる。

## 特徴
ムラサキヤハズカズラは高さ0.5–1.5 m、葉は楕円形で長さ3–8 cm、葉縁は波打つが鋸歯はない。花は漏斗状の形態で直径7 cmほど、筒部の外側は白く、５弁に分かれた先端部はコダチヤハズカズラより濃い紫色で、中心は黄色を呈する。萼は長い。　

## 分布と生育環境、利用
熱帯アフリカ西部原産で、昭和10年頃に日本へ入ったとされる。環境適応力に優れ、土質、陽光地、日陰を問わず良く生育する。庭木や公園樹に向き、萌芽力が強く、刈込用生垣に利用される。半日陰では徒長枝が3 m以上に伸びることがあり、樹形を保つには剪定を要する。挿木で繁殖可能。病虫害は少ない。